# Spitz di Tonezza
Lo Spitz di Tonezza (1.694 m s.l.m.) è una montagna dell'Altopiano di Tonezza del Cimone nelle Prealpi Vicentine. Domina l'abitato di Tonezza del Cimone. Il toponimo deriva dal cimbro e significa punta, cima appuntita.

## Caratteristiche
Il monte si trova ad est del Monte Campomolon e del Monte Toraro. Il versante sud verso Tonezza si presenta boscoso e di facile accesso; il versante nord precipita sulla strada che da Tonezza conduce all'Altopiano dei Fiorentini e sulla Val d'Astico.